# Cordylancistrus perijae
Cordylancistrus perijae es una especie de peces de la familia Loricariidae en el orden de los Siluriformes.

## Morfología
Los machos pueden llegar alcanzar los 12,7 cm de longitud total.

## Hábitat
Es un pez de agua dulce y de clima tropical (18 °C-24 °C).

## Distribución geográfica
Se encuentran en Sudamérica:  cuencas de los ríos  Palmar y  Socuy (cuenca del lago Maracaibo,  Venezuela ).